# Ertuğrul Sağlam
Ertuğrul Sağlam (Zonguldaque, 19 de novembro de 1969) é um treinador e ex-futebolista turco que atuava como centroavante. Atualmente está sem clube.

## Carreira
Pela Seleção Turca, disputou apenas um torneio internacional em sua carreira: a Eurocopa de 1996. Encerrou sua carreira como jogador em 2003, no Samsunspor.

## Títulos

### Como jogador
Samsunspor
- TFF 1. Lig: 1990–91 e 1992–93
- Balkans Cup: 1993–94

Beşiktaş
- Supercopa da Turquia 1994 e 1998
- Süper Lig: 1994–95
- Copa TSYD: 1996
- Copa da Turquia: 1997–98
- Copa Atatürk: 2000

### Como treinador
Kayserispor
- Copa Intertoto da UEFA: 2006

Bursaspor
- Süper Lig: 2009–10